# Renée Soutendijk
Renette Pauline Soutendijk, més coneguda com a Renée Soutendijk, (La Haia, 21 de maig de 1957) és una actriu de cinema i sèries de televisió neerlandesa. Va ser estrella favorita en diverses pel·lícules del director Paul Verhoeven, la més coneguda pel seu treball l'any 1980 va ser Spetters. Les seves actractives mirades i el vistós cabell ros van assegurar la seva condició de símbol sexual neerlandès de la dècada del 1980. També ha realitzat una sèrie de papers a la televisió i teatre, i en té un dels papers interpretatius del canal RTL 4 en la sèrie de Moordvrouw a partir del 2012.

## Biografia
Ex gimnasta, Soutendijk va fer el seu debut a la televisió en la sèrie neerlandesa Dagboek herdershond van een (1979-1980). Va començar la seva carrera cinematogràfica interpretant heroïnes rosses sexy en pel·lícules del director Paul Verhoeven com Spetters (1980), i The Fourth Man (1983). Spetters la va establir com un símbol sexual; la pel·lícula i la seva estrella van atreure l'atenció als Estats Units, així, a The New York Times es va veure el seu treball com un paper d'un «personatge convincent» com a punt focal de la pel·lícula. A la dècada de 1980, Soutendijk, Monique van de Ven, i Willeke van Ammelrooy van ser les tres actrius més conegudes del cinema holandès, i a la majoria de les pel·lícules sempre actuaven alguna d'elles. La pel·lícula que va marcar la seva consagració com a actriu en un paper principal, tanmateix, es considera que va ser The Girl with the Red Hair (1981), on interpretava a la lluitadora de la Resistència neerlandesa de la Segona Guerra Mundial Hannie Schaft.
El 2011, Soutendijk va rebre el Premi Rembrandt pel conjunt del seu treball. Aquest mateix any, van oferir a Soutendijk la interpretació de la protagonista en un drama policíac d'una sèrie de televisió anomenat Moordvrouw i produït a RTL 4.

## Selecció filmogràfica
| - Pastorale 1943 (1978) - Deadly Sin (1978) - A Woman Like Eve (1979) - Spetters (1980) - The Girl with the Red Hair (1981) - The Forbidden Bacchanal (1981) - Inside the Third Reich (TV movie, 1982) - Hedwig: The Quiet Lakes (1982) - The Fourth Man (1983) - An Bloem (1983) - The Cold Room (TV movie, 1984) - Out of Order (1984) - Private Resistance (1985) - The Hitchhiker – Season 2, Episode 10: "Murderous Feelings" (TV series, 1985) - Peter the Great (TV miniseries, 1986) - Op hoop van zegen (1986) - Scoop (TV movie, 1987) - The Second Victory (1987) - A Month Later\|Een maand later (1987) - Der Madonna-Mann (1987) - Der Fall Boran (1987) - Motten im Licht (1987) | - Wherever You Are... (1988) - Murderers Among Us: The Simon Wiesenthal Story (TV movie, 1989) - Forced March (1989) - Grave Secrets (1989) - Eve of Destruction (1991) - Keeper of the City (TV movie, 1991) - The Betrayed (TV movie, 1993) - Seventh Heaven (1993) - De Flat (1994) - The Little Riders (TV movie, 1996) - Hauptsache Leben (TV movie, 1998) - Schimanski: Sehnsucht (TV series, 1999) - Tatort: Bittere Mandeln (TV series, 2000) - Anna Wunder (2000) - With Great Joy (2001) - Radeloos (2008) - Der Mann aus der Pfalz (TV movie, 2009) - A Perfect Man (2013 film) / Dial 9 for Love (2001/2013) - Moordvrouw (2012-) - Assepoester: Een Modern Sprookje (2014) - Boy 7 (2015) |